# Revenge Tour
Revenge Tour è un tour del gruppo hard rock Kiss, intrapreso per promuovere l'omonimo album. Il tour ha avuto luogo negli Stati Uniti e in Canada tra il 1º ottobre e il 20 dicembre 1992, ed è il primo con Eric Singer alla batteria (aveva sostituito l'anno prima il defunto Eric Carr). Le date di Indianapolis, Detroit e Cleveland sono state registrate per la produzione dell'album Alive III e del video Konfidential.

## Antefatti
Fu il primo tour con il batterista Eric Singer, in sostituzione di Eric Carr, morto di cancro il 24 novembre 1991. Singer si era già esibito con il tour da solista di Paul Stanley ed era visto come una "scelta naturale" secondo Gene Simmons.
I Kiss  iniziarono il tour con una tappa di spettacoli nei club del Nord America. Durante la tappa europea del tour nel Regno Unito, fu utilizzato il palco di quello precedente. Durante lo spettacolo al Cardiff National Ice Rink, il 20 maggio 1992, un'imbeccata pirotecnica per Heaven's On Fire causò danni per un valore di £30 000, al soffitto.

Per il tour nelle arene nordamericane, il palco presentava una gigantesca replica alta 41 piedi della Statua della Libertà davanti a un grande muro con il logo dei Kiss. A metà dello spettacolo, durante War Machine, il volto della statua si sbriciolò, per rivelarne il proprio teschio. In seguito, il suo braccio destro e la sua torcia si sgretolarono prima che la sua mano scheletrica facesse il dito medio, cosa che alcuni spettatori presero sul personale. Gli spettacoli includevano anche spogliarelliste durante la canzone Take It Off. Il palco fu trainato da sei a dieci semi trasportatori mentre la replica della Statua della Libertà doveva entrare in tre camion.

A causa delle scarse vendite di biglietti, il tour dovette essere accorciato. C'era uno spettacolo che si sarebbe dovuto tenere a Spokane il 13 dicembre, ma fu cancellato a causa del maltempo che influenzò il viaggio della band, tra gli spettacoli. Gli spettacoli a Cleveland, Detroit e Indianapolis furono registrate da Eddie Kramer per l'album live Alive III.

Nel programma del tour finale della band, Simmons ha riflettuto su questo: 
(Gene Simmons, 2019)

## Artisti d'apertura
- Shooting Gallery = 1
- Danger Danger = 2
- Faster Pussycat = 3
- Trixter = 4
- Fortress = 5
- Jackyl = 6
- Great White = 7
- Vesuvius = 8

## Date[15]

### Date del tour
| Data             | Città           | Stato        | Luogo                                 | Artisti d'apertura | Biglietti venduti / Biglietti disponibili | Incasso      |
| Nord America     | Nord America    | Nord America | Nord America                          | Nord America       | Nord America                              | Nord America |
| ---------------- | --------------- | ------------ | ------------------------------------- | ------------------ | ----------------------------------------- | ------------ |
| 23 aprile 1992   | San Francisco   | Stati Uniti  | The Stone                             |                    | 800 / 800                                 | N.D.         |
| 25 aprile 1992   | West Hollywood  | Stati Uniti  | The Troubadour                        | 450 / 450          |                                           | N.D.         |
| 26 aprile 1992   | West Hollywood  | Stati Uniti  | The Troubadour                        | 450 / 450          |                                           | N.D.         |
| 27 aprile 1992   | Phoenix         | Stati Uniti  | After The Goldrush                    | 750 / 750          |                                           | N.D.         |
| 29 aprile 1992   | Houston         | Stati Uniti  | The Backstage                         | 500                |                                           | N.D.         |
| 30 aprile 1992   | Dallas          | Stati Uniti  | Dallas City Limits Club               | 1 000 / 1 000      |                                           | N.D.         |
| 2 maggio 1992    | Atlanta         | Stati Uniti  | Center Stage                          | 1 100 / 1 100      |                                           | N.D.         |
| 4 maggio 1992    | Baltimora       | Stati Uniti  | Hammerjack's                          | 1 500 / 1 500      |                                           | N.D.         |
| 5 maggio 1992    | Filadelfia      | Stati Uniti  | Trocadero Theatre                     | 1 250 / 1 250      |                                           | N.D.         |
| 6 maggio 1992    | Toronto         | Canada       | Phoenix Concert Theatre               | 1 000 / 1 000      |                                           | N.D.         |
| 8 maggio 1992    | Boston          | Stati Uniti  | Avalon Ballroom                       | 1 350 / 1 350      |                                           | N.D.         |
| 9 maggio 1992    | New York        | Stati Uniti  | The Ritz                              | 2 500 / 2 500      |                                           | N.D.         |
| 10 maggio 1992   | Brooklyn        | Stati Uniti  | The Warehouse                         | 800 / 800          |                                           | N.D.         |
| Europa           |                 |              |                                       |                    |                                           |              |
| 16 maggio 1992   | Glasgow         | Scozia       | SECC Arena                            |                    | 5 000 / 5 000                             | N.D.         |
| 17 maggio 1992   | Whitley Bay     | Inghilterra  | Whitley Bay Ice Rink                  | N.D.               |                                           | N.D.         |
| 18 maggio 1992   | Sheffield       | Inghilterra  | Sheffield Arena                       | N.D.               |                                           | N.D.         |
| 20 maggio 1992   | Cardiff         | Galles       | Wales National Ice Rink               | 4 000 / 4 000      |                                           | N.D.         |
| 21 maggio 1992   | Londra          | Inghilterra  | Wembley Arena                         | N.D.               |                                           | N.D.         |
| 24 maggio 1992   | Plymouth        | Inghilterra  | Plymouth Pavilions                    | N.D.               |                                           | N.D.         |
| 25 maggio 1992   | Birmingham      | Inghilterra  | NEC Arena                             | N.D.               |                                           | N.D.         |
| 26 maggio 1992   | Birmingham      | Inghilterra  | NEC Arena                             | N.D.               |                                           | N.D.         |
| Nord America     |                 |              |                                       |                    |                                           |              |
| 1 ottobre 1992   | Bethlehem       | Stati Uniti  | Stabler Arena                         |                    | ~3 000 / 5 700                            | N.D.         |
| 2 ottobre 1992   | Binghamton      | Stati Uniti  | Broome County Veterans Memorial Arena | N.D.               |                                           | N.D.         |
| 3 ottobre 1992   | Toronto         | Canada       | Maple Leaf Gardens                    | ~12 000 / 14 500   |                                           | N.D.         |
| 5 ottobre 1992   | Montréal        | Canada       | Forum de Montréal                     | ~5 000 / 12 085    |                                           | N.D.         |
| 6 ottobre 1992   | Portland        | Stati Uniti  | Cumberland County Civic Center        | N.D.               |                                           | N.D.         |
| 8 ottobre 1992   | Worcester       | Stati Uniti  | The Centrum                           | ~10 000 / 11 500   |                                           | N.D.         |
| 9 ottobre 1992   | East Rutherford | Stati Uniti  | Brendan Byrne Arena                   | N.D.               |                                           | N.D.         |
| 10 ottobre 1992  | Filadelfia      | Stati Uniti  | The Spectrum                          | N.D.               |                                           | N.D.         |
| 11 ottobre 1992  | Uniondale       | Stati Uniti  | Nassau Veterans Memorial Coliseum     | N.D.               |                                           | N.D.         |
| 13 ottobre 1992  | Hershey         | Stati Uniti  | Hersheypark Arena                     | N.D.               |                                           | N.D.         |
| 14 ottobre 1992  | Charleston      | Stati Uniti  | Charleston Civic Center               | N.D.               |                                           | N.D.         |
| 16 ottobre 1992  | Pittsburgh      | Stati Uniti  | Civic Arena                           | N.D.               |                                           | N.D.         |
| 17 ottobre 1992  | Roanoke         | Stati Uniti  | Roanoke Civic Center                  | 4 916 / 11 000     |                                           | N.D.         |
| 18 ottobre 1992  | Landover        | Stati Uniti  | Capital Center                        | N.D.               |                                           | N.D.         |
| 20 ottobre 1992  | Lexington       | Stati Uniti  | Rupp Arena                            | N.D.               |                                           | N.D.         |
| 21 ottobre 1992  | Bristol         | Stati Uniti  | Viking Hall Civic Center              | N.D.               |                                           | N.D.         |
| 23 ottobre 1992  | Charlotte       | Stati Uniti  | Charlotte Coliseum                    | N.D.               |                                           | N.D.         |
| 24 ottobre 1992  | Fayetteville    | Stati Uniti  | Cumberland County Crown Coliseum      | N.D.               |                                           | N.D.         |
| 25 ottobre 1992  | Columbia        | Stati Uniti  | Carolina Coliseum                     | N.D.               |                                           | N.D.         |
| 29 ottobre 1992  | Daytona Beach   | Stati Uniti  | Ocean Center                          | N.D.               |                                           | N.D.         |
| 30 ottobre 1992  | Tampa           | Stati Uniti  | USF Sun Dome                          |                    | ~4 200 / 8 100                            | N.D.         |
| 31 ottobre 1992  | Miami           | Stati Uniti  | Miami Arena                           | N.D.               |                                           | N.D.         |
| 3 novembre 1992  | Greenville      | Stati Uniti  | Greenville Memorial Auditorium        | N.D.               |                                           | N.D.         |
| 5 novembre 1992  | Atlanta         | Stati Uniti  | The Omni                              | N.D.               |                                           | N.D.         |
| 6 novembre 1992  | Nashville       | Stati Uniti  | Nashville Municipal Auditorium        | ~9 500 / 9 700     |                                           | N.D.         |
| 7 novembre 1992  | Knoxville       | Stati Uniti  | Knoxville Civic Coliseum              | 4 500 / 10 000     |                                           | N.D.         |
| 8 novembre 1992  | Huntsville      | Stati Uniti  | Von Braun Civic Center                | ~5 000 / 7 000     |                                           | N.D.         |
| 10 novembre 1992 | Saint Joseph    | Stati Uniti  | St. Joseph Civic Arena                | N.D.               |                                           | N.D.         |
| 13 novembre 1992 | Saint Louis     | Stati Uniti  | St. Louis Arena                       | N.D.               |                                           | N.D.         |
| 14 novembre 1992 | Ames            | Stati Uniti  | Hilton Coliseum                       | N.D.               |                                           | N.D.         |
| 15 novembre 1992 | Cedar Rapids    | Stati Uniti  | Five Seasons Center                   | ~6 000 / 10 000    |                                           | N.D.         |
| 17 novembre 1992 | Kalamazoo       | Stati Uniti  | Wings Stadium                         | ~5 000 / 8 113     |                                           | N.D.         |
| 18 novembre 1992 | Fort Wayne      | Stati Uniti  | Allen County War Memorial Coliseum    | N.D.               |                                           | N.D.         |
| 20 novembre 1992 | Evansville      | Stati Uniti  | Roberts Municipal Stadium             | ~6 000 / 12 000    |                                           | N.D.         |
| 21 novembre 1992 | Chicago         | Stati Uniti  | UIC Pavilion                          | N.D.               |                                           | N.D.         |
| 22 novembre 1992 | Toledo          | Stati Uniti  | Toledo Sports Arena                   | N.D.               |                                           | N.D.         |
| 24 novembre 1992 | Springfield     | Stati Uniti  | Prairie Capital Convention Center     | ~4 200 / 8 000     |                                           | N.D.         |
| 25 novembre 1992 | Dayton          | Stati Uniti  | Ervin J. Nutter Center                | 6 807 / 11 500     |                                           | N.D.         |
| 27 novembre 1992 | Auburn Hills    | Stati Uniti  | The Palace of Auburn Hills            | 9 880 / 9 880      | $185 400                                  |              |
| 28 novembre 1992 | Indianapolis    | Stati Uniti  | Market Square Arena                   | N.D.               | N.D.                                      |              |
| 29 novembre 1992 | Richfield       | Stati Uniti  | Richfield Coliseum                    | ~9 300 / 18 000    | $180 722                                  |              |
| 30 novembre 1992 | Milwaukee       | Stati Uniti  | Bradley Center                        | N.D.               | N.D.                                      |              |
| 2 dicembre 1992  | Madison         | Stati Uniti  | Dane County Expo Coliseum             | ~2 600 / 10 100    | N.D.                                      |              |
| 3 dicembre 1992  | Saint Paul      | Stati Uniti  | St. Paul Civic Center                 | N.D.               | N.D.                                      |              |
| 4 dicembre 1992  | Sioux Falls     | Stati Uniti  | Sioux Falls Arena                     | ~5 000 / 8 000     | N.D.                                      |              |
| 6 dicembre 1992  | Denver          | Stati Uniti  | McNichols Sports Arena                | ~7 000 / 12 128    | N.D.                                      |              |
| 8 dicembre 1992  | Salt Lake City  | Stati Uniti  | Delta Center                          | N.D.               | N.D.                                      |              |
| 9 dicembre 1992  | Boise           | Stati Uniti  | BSU Pavilion                          | ~3 500 / 10 000    | N.D.                                      |              |
| 10 dicembre 1992 | Portland        | Stati Uniti  | Portland Memorial Coliseum            | N.D.               | N.D.                                      |              |
| 11 dicembre 1992 | Vancouver       | Canada       | Pacific Coliseum                      | N.D.               | N.D.                                      |              |
| 14 dicembre 1992 | Seattle         | Stati Uniti  | Seattle Center Arena                  | N.D.               | N.D.                                      |              |
| 16 dicembre 1992 | Sacramento      | Stati Uniti  | ARCO Arena                            | <5 000             | N.D.                                      |              |
| 18 dicembre 1992 | Oakland         | Stati Uniti  | Oakland-Alameda County Coliseum Arena | N.D.               | N.D.                                      |              |
| 19 dicembre 1992 | San Bernardino  | Stati Uniti  | Orange Pavilion                       | N.D.               | N.D.                                      |              |
| 20 dicembre 1992 | Phoenix         | Stati Uniti  | America West Arena                    | N.D.               | N.D.                                      |              |
| Totale           | Totale          | Totale       | Totale                                | Totale             | ~150 853                                  | $366 122     |

### Date rinviate e cancellate[18]
| Data             | Città     | Stato       | Luogo                  | Motivazione |
| ---------------- | --------- | ----------- | ---------------------- | ----------- |
| 14 ottobre 1992  | New Haven | Stati Uniti | New Haven Coliseum     | N.D.        |
| 27 ottobre 1992  | Asheville | Stati Uniti | Asheville Civic Center | N.D.        |
| 12 novembre 1992 | Memphis   | Stati Uniti | Mid-South Coliseum     | N.D.        |
| 19 novembre 1992 | Columbus  | Stati Uniti | Ohio Center            | N.D.        |

## Scaletta
Queste sono scalette di esempio eseguite da uno spettacolo del tour, ma potrebbero non rappresentare la maggior parte degli spettacoli eseguiti.

### Scaletta per i club Nordamericani e per l'Europa
1. Love Gun
2. Deuce
3. Heaven's On Fire
4. Parasite
5. Shout It Out Loud
6. Strutter
7. Calling Dr. Love
8. I Was Made For Lovin' You
9. Unholy
10. 100,000 Years
11. Take It Off
12. God Of Thunder
13. Lick It Up
14. Firehouse
15. Tears Are Falling
16. I Love It Loud
17. I Stole Your Love
18. Cold Gin
19. Detroit Rock City
20. I Want You
21. God Gave Rock 'N Roll To You II
22. Rock And Roll All Nite

### Scaletta per le arene Nordamericane
1. Creatures Of The Night
2. Deuce
3. I Just Wanna
4. Unholy
5. Parasite
6. Heaven's On Fire
7. Domino
8. Watchin' You
9. Hotter Than Hell
10. Firehouse
11. I Want You
12. Forever
13. War Machine
14. Rock And Roll All Nite
15. Lick It Up
16. Take It Off
17. Strutter
18. I Love It Loud
19. Detroit Rock City
20. Shout It Out Loud
21. God Gave Rock 'N Roll To You II
22. Love Gun
23. Star Spangled Banner

## Formazione
- Gene Simmons - basso, voce
- Paul Stanley - chitarra ritmica, voce
- Eric Singer - batteria, voce
- Bruce Kulick - chitarra solista

### Collaboratori
- Derek Sherinian - tastiere